# Champagnac-la-Noaille
Champagnac-la-Noaille is een gemeente in het Franse departement Corrèze (regio Nouvelle-Aquitaine) en telt 190 inwoners (1999). De plaats maakt deel uit van het arrondissement Tulle.

## Geografie
De oppervlakte van Champagnac-la-Noaille bedraagt 24,6 km², de bevolkingsdichtheid is 7,7 inwoners per km².
De onderstaande kaart toont de ligging van Champagnac-la-Noaille met de belangrijkste infrastructuur en aangrenzende gemeenten.

## Demografie
Onderstaande figuur toont het verloop van het inwonertal (bron: INSEE-tellingen).